# يلو دوج أبداتر (موديفايد)
يوم (بالإنجليزية: Yellow dog Updater, Modified)‏ أو اختصاراً YUM هو نظام إدراة حزم حر ومفتوح المصدر يعمل على أسطر الأوامر لأنظمة لينكس المتكاملة مع آر بي إم. تم تطويره من قبل سيث فايدال ومجموعة من المبرمجين المتطوعين، ويتم تطويره الآن كجزء من مشروع لينكس@دوك الخاص بجامعة دوك. هناك عدة أدوات تقدم واجهة مستخدم رسومية ليوم بسبب كونه يعمل بأسطر الأوامر. سيث فايدال يعمل الآن في ريد هات مع عدد من مبرمجي ريد هات لتطوير يوم.
يوم هو إعادة كتابة كاملة للبرنامج السابق له يلودوج أبديتر Yellowdog Updater أو يوب YUP ، وقد تم تطويره أساساً لتحديث وإدارة أنظمة ريد هات لينكس المستخدمة في جامعة دوك قسم الفيزياء. ومنذ هذا الحين، تم اعتماده من قبل فيدورا وسينت أو إس والعديد من توزيعات لينكس المتكاملة مع آر بي إم بما فيها يلودوج لينكس نفسها.
الملف الرئيسي لأدارة يلو دوج هو /etc/yum.conf وهناك الكثير من الاوامر والشروط المرتبطة بالامر yum.
يمكن تحديث التطبيق foo عن طريق yum بالامر yum update foo وتنزيله بالطريقة yum install foo وحذفه بالطريقة yum erase foo. يتم تنزيل هذه التطبقيات واداراتها عن طريق الاشتراك بقناة ريدهات شبكة ريد هات
ويمكن كذلك إضافة مستودعات لتنزيل التطبيقات بالاستغناء عن RHN المسؤولة عن تطبيقات yum عن طريق تحرير الملفات في داخل المجلد /etc/yum.repos.d .. من الممكن ان تكون هذه المستودعات في داخل النظام نفسه .. أو عن طريق قناة اف تي بي ftp أو http
من الجدير بالذكر انه يلو دوج تغنى غالبا عن إدارة التطبيقات عن طريق الامر دورة على الدقيقة .
ويمكن تحميل التطبيقات فقط وتنزيلها بشكل كامل بدون تنصيب في داخل النظام عن طريق الامر yumdownloader